# Bert Schwarz
Norbert Friedrich Isidor (Bert) Schwarz (Antwerpen, 18 december 1917 – 's-Gravenhage, 6 oktober 1999) was een Nederlands humanist en politicus. 
Schwarz studeerde wiskunde aan de Rijksuniversiteit Leiden en natuurkunde aan de Technische Hoogeschool van Delft. Hij was als natuurkundig ingenieur werkzaam bij Shell, onder meer in Venezuela. In 1965 werd Schwarz lid van het Humanistisch Verbond (HV) waar hij in 1976 in het hoofdbestuur kwam en tussen 1977 en 1989 vice-voorzitter was. Hij zat ook in het bestuur van de International Humanist and Ethical Union (IHEU), van Hivos en het Landelijk Centrum Huwelijkscontacten en andere duurzame man-vrouw relaties (LCH). 
Vanaf de oprichting van de partij in 1966 was Schwarz lid van D66 (toen als D'66 geschreven). Hij was lid van de Provinciale Staten van Zuid-Holland. Van 1971 tot 1977 was Schwarz lid van de Eerste Kamer en tot 1973 was hij daar fractievoorzitter. In 1976 werd hij waarnemend-voorzitter en daarna van 1977 tot 1981 voorzitter van het college van Bestuur van de Technische Hogeschool Delft.